# L'Or (film)
Pour les articles homonymes, voir L'Or.
Pour plus de détails, voir Fiche technique et Distribution.
L'Or (Gold) est un film de science-fiction allemand co-réalisé par Karl Hartl et Serge de Poligny, sorti en 1934. Il s'agit du tout premier film de science fiction du cinéma sous le Troisième Reich à avoir été réalisé, le deuxième étant Weltraumschiff I startet.
Le film est réalisé simultanément en version allemande par Karl Hartl (Gold) et en version française sur laquelle intervient Serge de Poligny. La distribution n'est pas la même dans les deux versions, même si des comédiens sont présents dans les deux versions.

## Synopsis
Le professeur Lefèvre et son aide Berthier vont réussir à fabriquer de l'or avec du plomb. Mais leurs appareils sont sabotés et le professeur meurt. Grâce à une transfusion du sang de sa fiancée Berthier est sauvé. Ultérieurement un financier écossais, John Wills, qui essaie également de fabriquer de l’or avec du plomb, entre en contact avec lui. Berthier est convaincu qu’il est responsable de l’attentat mais feint d’accepter sa proposition afin de se venger. Berthier prouve par l’expérience la réalité de la thèse du professeur mais provoque une explosion qui ensevelit l’usine.

## Fiche technique
- Titre : L'Or
- Titre original : Gold
- Réalisation : Karl Hartl et Serge de Poligny
- Scénario : Rolf E. Vanloo
- dialogues : Jacques Théry
- Production : Alfred Zeisler, Universum-Film AG
- Musique : Hans-Otto Borgmann
- Photographie : Günther Rittau, Otto Baecker, Werner Bohne
- Décors : Otto Hunte
- Pays : Troisième Reich
- Format : Noir et blanc - Son mono - 1,37:1 - 35 mm
- Durée : 118 min
- Genre : long métrage science fiction
- Année de sortie : en France 1934

## Distribution

### Version française
- Pierre Blanchar : François Berthier
- Brigitte Helm : Florence Wills
- Roger Karl : John Wills
- Rosine Deréan : Hélène
- Line Noro : L'infirmière
- Jacques Dumesnil : Malescot

### Version allemande
- Hans Albers : Werner Holk
- Brigitte Helm : Florence Wills
- Michael Bohnen : John Wills
- Lien Deyers : Margit Möller
- Friedrich Kayßler : Prof. Achenbach
- Ernst Karchow: Lüders
- Eberhard Leithoff: Harris
- Willi Schur : Pitt

## Critique presse
Dans La Dépêche, « Parmi les scènes les plus impressionnantes de ce film digne de l'imagination d’un Jules Verne ou d’un Wells, citons : la sabotage du laboratoire, le yacht du milliardaire, l’usine sous-marine, la fabrication de l’or synthétique et enfin l’explosion formidable de l’usine sous-marine ».
Dans L'Écran, « cette œuvre marque le triomphe de l'Image sur le verbe. Aucune photo dans ce film, qui puisse nous être Indifférente, on sent, que tout a été mis en action pour évoquer la poésie de la machine de la manière la plus saisissante, Quant aux vues des machines électriques en action, elles nous valent en même temps qu'une alliance heureuse de l'Image et du son, les contrastes lumineux les plus audacieusement violents dont on ait jamais osé éblouir nos yeux... ».